# Państwowa Komisja Planowania Gospodarczego
Państwowa Komisja Planowania Gospodarczego (PKPG) – polska instytucja istniejąca w latach 1949–1956, która przejęła kompetencje zlikwidowanego poprzedniego, pierwszego organu planowania gospodarczego w Polsce Centralnego Urzędu Planowania działającego w latach 1945–1949, Głównego Urzędu Planowania Przestrzennego oraz częściowo Ministerstwa Przemysłu i Handlu.  
Państwowa Komisja Planowania Gospodarczego utworzona została 22 kwietnia 1949. Była organem nadrzędnym wobec ministerstw gospodarczych – „superministerstwem”. Zakresem działania obejmowała politykę gospodarczą państwa, w tym opracowywanie narodowych planów gospodarczych i kontrolę nad ich realizacją, nadzór nad systemem planowania, koordynowanie działalności resortów gospodarczych, rozdzielnictwo materiałów i wyrobów gotowych, przestrzenne zagospodarowanie kraju, kształtowanie cen i taryf, organizację przedsiębiorstw, oddziaływanie na sektor prywatny. Komisja odpowiadała za opracowanie i realizację planu sześcioletniego.
Przewodniczący PKPG sprawował nadzór m.in. nad: Głównym Urzędem Statystycznym, Urzędem Patentowym, Głównym Urzędem Miar, Polskim Komitetem Normalizacyjnym, Instytutem Ekonomiki i Organizacji Przemysłu. PKPG była głównym organem kierującym gospodarką państwa i kształtującym jego politykę ekonomiczną. Jej powołanie istotnie przyczyniło się do centralizacji zarządzania gospodarką i ograniczania samodzielności poszczególnych szczebli zarządzania. PKPG, bazując na sowieckich rozwiązaniach, zwiększała liczbę wskaźników ustalanych centralnie kosztem inicjatywy przedsiębiorstw i jednostek administracji terenowej.
PKPG rozwiązano 15 listopada 1956 ze względu na zmiany polityczne. Została zastąpiona przez Komisję Planowania przy Radzie Ministrów.

## Przewodniczący PKPG
Funkcję przewodniczącego pełnił wicepremier i przewodniczący Komitetu Ekonomicznego Rady Ministrów:
- 1949–1954 – Hilary Minc
- 1954–1956 – Eugeniusz Szyr
- 1956–1956 – Stefan Jędrychowski

## Siedziba
Mieściła się przy ul. Daszyńskiego 10 (1948), następnie w wybudowanym dla Komisji budynku z 1949 (proj. Stanisław Bieńkuński i Stanisław Rychłowski przy pl. Trzech Krzyży 3-5. Obecnie budynek zajmuje Ministerstwo Rozwoju i Technologii.